# مدوژیه (استان کورگان)
مدوژیه (روسی: Медвежье озеро) یک دریاچه در استان کورگان کشور روسیه است.